# Raxique de Nacim
Raxique de Nacim (Rashiq al-Nasimi) foi um oficial árabe do século X que atuou como governador de Tarso pelo emir hamadânida Ceife Adaulá (r. 945–967) de 962 até a rendição da cidade para o imperador bizantino Nicéforo II Focas (r. 963–969) em 965. Ele então assumiu o governo de Antioquia e lançou um ataque mal-sucedido contra a capital hamadânida, Alepo, no começo de 966. Ele tomou a cidade baixa e sitiou a cidadela por três meses, mas foi morto e seus homens retornaram para Alepo.

## História

Zona fronteiriça árabe-bizantina

Raxique é mencionado pela primeira vez no final de 961, como comandante de um exército tarsense enviado para confrontar a invasão dos bizantinos sob o comandante Nicéforo Focas, que estavam sitiando Anazarbo. Raxique tentou quebrar o cerco, mas foi derrotado com pesadas baixas: segundo Iáia de Antioquia, 5 000 tarsenses caíram e 4 000 foram levados prisioneiros, enquanto Raxique conseguiu escapar. Como resultado, Anazarbo rendeu-se em dezembro de 961 / janeiro de 962. Então o governador de Tarso, ibne Azaiate, que tentou libertar-se do controle hamadânida, confrontou os bizantinos, mas também foi derrotado. Os tarsenses viraram-se mais uma vez para Ceife Adaulá por proteção contra os bizantinos, e ibne Azaiate cometeu suicídio, levando Ceife Adaulá a nomear Raxique como seu sucessor.
Em 963, Raxique liderou um raide de verão (ṣā’ifa) em território bizantino, e capturou o comandante bizantino de Heracleia Cibistra (possivelmente identificado com Eustácio Maleíno). Tais feitos, contudo, não foram capazes de mudar a maré do conflito. Após o saque de Alepo, a residência de Ceife Adaulá, em dezembro de 962, os bizantino sob Nicéforo Focas, que tornou-se imperador em 963, firmemente mantiveram a dianteira, enquanto o governante hamadânida, cujo prestígio estava extremamente abalado pelo saque de sua capital, estava debilitado por revoltas internas. Já tento diminuído o efetivo militar de Tarso em suas vitórias anteriores e removido a ameaça hamadânida, Nicéforo concentrou-se na conquista da Cilícia: Adana caiu em 963, enquanto Mopsuéstia foi atacada em 964 e os bizantinos invadiram profundamente através da região. Chipre foi tomado pela frota bizantina no começo de 965, enquanto no verão, Nicéforo moveu seu exército mais uma vez contra Mopsuéstia, que capitulou em 13 de julho. Tarso foi a próxima, e após um breve cerco, a cidade rendeu-se em 16 de agosto.

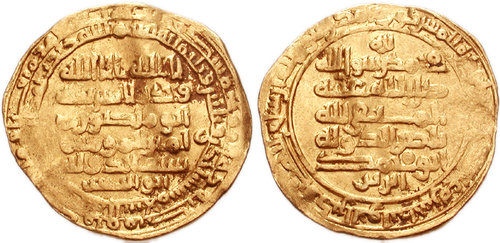
Dinar de ouro de Ceife Adaulá r.

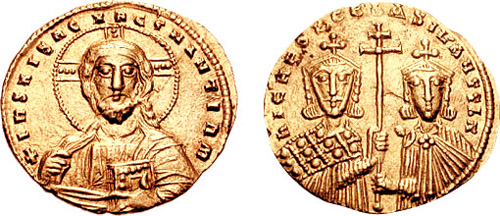
Histameno de r. e r.

Raxique fugiu para Antioquia, onde conseguiu explorar o vaco de poder para tornar-se governador e lançar um ataque contra Alepo, embora as fontes divergem sobre o exato curso dos eventos. Segundo a hagiografia do patriarca Cristóvão de Antioquia, ele prometeu tributo e reféns para Nicéforo, enquanto adquiriu o apoio da população. Junto do coletor de impostos hamadânida Haçane ibne Alauazi, ele então depôs o governador nomeado por Ceife Adaulá, Abu Tamal Fate Aliamqui. Ibne Xadade, por outro lado, relatou que foi ibne Alauazi que incitou Raxique a revoltar-se, e que o último jogou um jogo duplo, prometendo tributo a Ceife Adaulá e Nicéforo Focas.
Ceife Adaulá aceitou sua oferta de uma soma anual de 600 000 dirrãs, mas, citando a eminência da ameaça bizantina, Raxique depôs o governador Abu Tamal, tomou controle da cidade (outubro de 965) e ofereceu o dinheiro prometido a Ceife Adaulá para o imperador bizantino. Todas as fontes concordam que o golpe de Raxique foi seguido por um acordo entre os antioquianos e Nicéforo, que obrigou o primeiro a pagar um tributo anual. Raxique. Raxique então (em 31 de janeiro de 966, segundo ibne Xadade) lançou um ataque contra Alepo. Suas tropas e os lealistas hamadânidas sob Carcuia travaram muitas batalhas, mas Raxique conseguiu capturar a cidade baixa e sitiar a cidadela por três meses e 10 dias, até ser morto em uma escaramuça e seus homens fugirem para Antioquia.